# Taylor Vancil
Taylor Vancil (* 18. Mai 1991) ist eine ehemalige US-amerikanische Fußballtorhüterin, die zuletzt bis Anfang 2015 bei den Chicago Red Stars in der National Women’s Soccer League unter Vertrag stand.

## Karriere

### Verein
Vancil begann ihre Karriere im Sommer 2009 beim W-League-Teilnehmer Real Colorado Cougars. Anfang 2013 wurde sie beim College Draft zur neugegründeten NWSL in der dritten Runde an Position 17 von Chicago verpflichtet und gab ihr Ligadebüt am 24. Mai 2013 gegen Western New York Flash als Ersatz für die kanadische Nationaltorhüterin Erin McLeod. Nachdem sie auch in der Saison 2014 nicht über den Status der Ersatztorhüterin bei den Red Stars hinausgekommen war (nun hinter McLeods Landsfrau Karina LeBlanc), beendete sie ihre Karriere Anfang März 2015.

### Nationalmannschaft
Vancil spielte international für die U-17- und U-20-Auswahlen der USA. Mit der U-17 nahm sie im Jahr 2008 an der Weltmeisterschaft in Neuseeland teil, stand im Turnierverlauf stets in der Startelf der USA und unterlag erst im Finale der Mannschaft aus Nordkorea. Vancil wurde dort mit dem Goldenen Handschuh als beste Torhüterin des Turniers ausgezeichnet.

## Erfolge und Auszeichnungen
- 2008: Gewinn der Silbermedaille bei der U-17-Weltmeisterschaft
- 2008: Gewinn des Goldenen Handschuhs bei der U-17-Weltmeisterschaft